# Daniel Baier
Daniel Baier (Colonia, 18 maggio 1984) è un dirigente sportivo ed ex calciatore tedesco, di ruolo centrocampista, attuale coordinatore sportivo del RB Lipsia.